# Islas Jomfruene
Las islas Jomfruene o islas Doncellas (en inglés: Jomfruene) es un grupo de tres pequeñas islas cubiertas con tussok y una serie de rocas estériles, ubicadas a 1 milla náutica (2 km) al oeste-noroeste del cabo Paryadin, Georgia del Sur. La posición y el número de estas islas se han aproximado en las cartas durante años. En 1951-1952, la Encuesta de Georgia del Sur (SGS) informó que la sólo la isla grande, que se muestra en los gráficos como la "Isla de las Tres Puntos", era conocida localmente como Jomfruene (doncellas). A raíz de la encuesta más detallada por el SGS, 1955-1956, se informó que el nombre local se ha ampliado al grupo.
La isla es administrada por el Reino Unido como parte del territorio de ultramar de las Islas Georgias del Sur y Sandwich del Sur, pero también es reclamada por la República Argentina que la considera parte del departamento Islas del Atlántico Sur dentro de la provincia de Tierra del Fuego, Antártida e Islas del Atlántico Sur.